# Bizan
Bizan fue un proyecto espacial, para el estudio en 1981 de la posible construcción de un avión espacial militar soviético lanzado desde el aire con la ayuda de una nave nodriza.
Derivado de los conceptos Sistema 49 y MAKS, el avión espacial tripulado Bizan habría sido lanzado con su cohete propulsor desde un avión de carga Antonov An-124 en pleno vuelo a más de 10 km de altitud.

## Diseño
El avión espacial tripulado estaría montado sobre el avión de carga, la nave tendría diseño de ala delta y un timón vertical con dos motores en la parte trasera, El cohete propulsor de la primera etapa, habría utilizado LOX/queroseno como propulsores, para poder elevarlo a una órbita baja, entre 70 km de altitud y 90 km de altitud, dependiendo de la misión seleccionada, reconocimiento o ataque desde el espacio, a una velocidad de más de 4 Mach, mientras que la nave Bizan en sí utilizaría LOX/LH2 en dos motores para controlar su vuelo a una órbita baja y luego el retorno a tierra, encendiendo los motores para disminuir su velocidad, en forma similar a la nave de turismo espacial VSS Enterprise, que ofrece viajes al espacio despegando desde una nave nodriza.

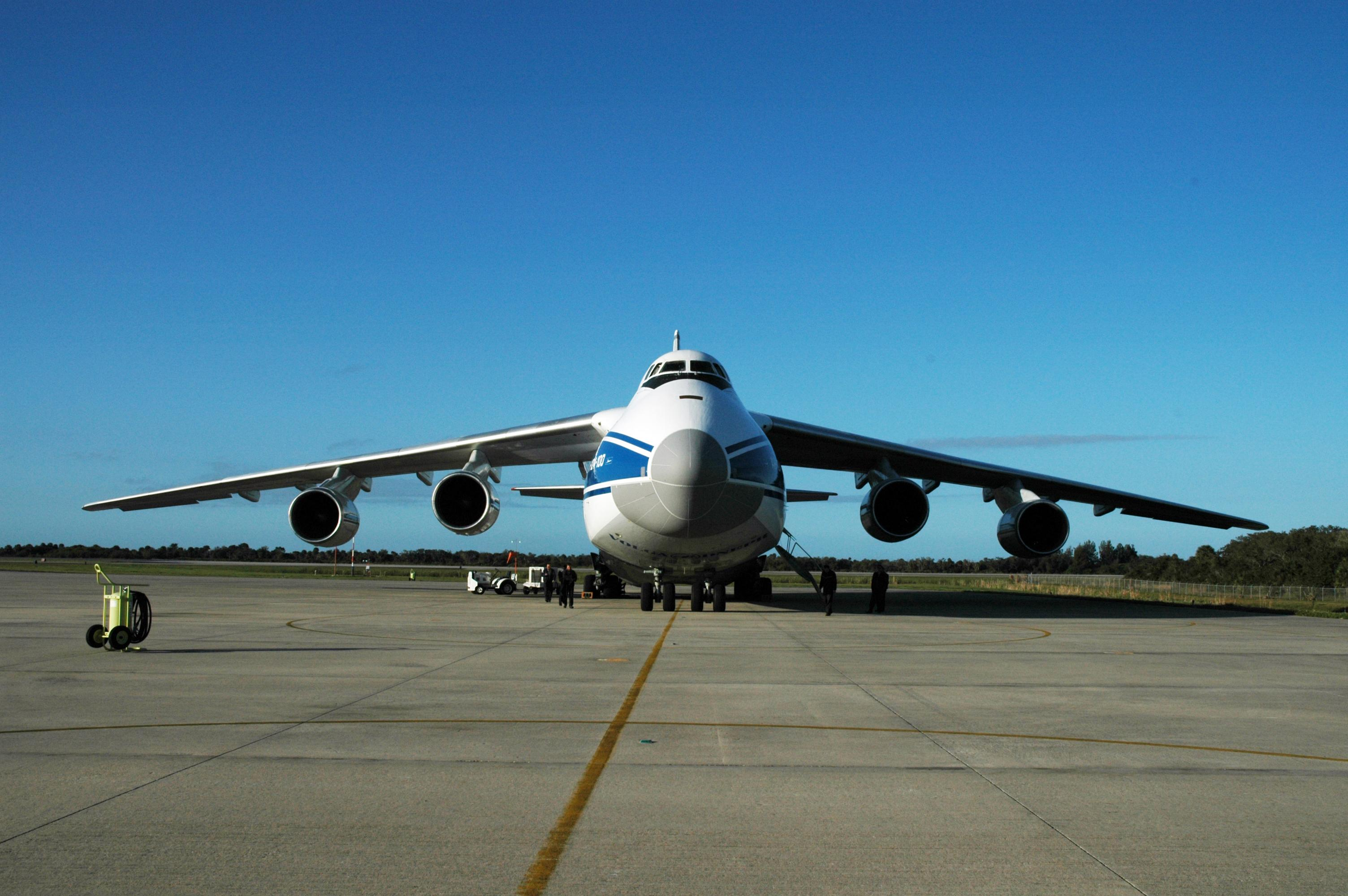
Vista frontal del An-124

Planeando en la alta atmósfera, donde el aire es más ligero con menor resistencia, en el borde del espacio y a una velocidad supersónica, el avión espacial Bizan tendría un alcance operativo de más de 1000 km. y aterrizaría en una pista convencional a 300 km/h. Fue diseñado como un vehículo espacial reutilizable de bajo costo, para poder soportar 200 lanzamientos seguidos desde una nave nodriza y tendría una bodega de carga de 6 x 2,8 metros, para transportar tanques de combustible adicional, una antena de radar desechable que se deplegaba desde la bodega de carga al abrir las compuertas, en las misiones de reconocimiento para operar como un avión guía de ataque, de los aviones de combate y bombarderos convencionales que estarían volando bajo la nave, y en teoría, también podría lanzar ojivas nucleares desde el espacio, volando en forma invertida sobre los objetivos enemigos.
Sería operativo para órbitas bajas entre 120 km. y 200 km de altitud y diseños posteriores, podrían extender su capacidad operativa a 1000 km de altitud e inclinaciones orbitales de 45 a 94 grados, en vuelos de alta velocidad al borde del espacio, que la convertirían en un arma espacial imposible de alcanzar por misiles defensivos disparados desde tierra, para poder atacar desde el espacio los objetivos enemigos seleccionados, ciudades, bases militares y escuadras navales, en cualquier lugar del mundo, y operar también, como un avión espacial cazador de satélites enemigos de comunicaciones y satélites militares, junto con otros programas espaciales militares, como el proyecto del avión espacial Spiral lanzado desde la punta de un cohete que podía mantener varias órbitas sobre la tierra, el más grande y pesado Transbordador Buran y la estación espacial militar Polyus.

## Especificaciones
- Carga útil: 4000 kg a LEO (200 km de altura, 51 grados de inclinación orbital).
- Masa total: 200.000 kg